# Сврдла за садњу
Сврдла за садњу су машине које служе за отварање садних јама за саднице воћки, украсног и шумског дрвећа. 

## Типови
- Једноосовинско ручно сврдло са једним точком.
- Једноосовинско ручно сврдло са два точка.
- Тракторско сврдло.

### Ручна сврдла
Ручна сврдла могу да буду без точкова (опслужују их два радника), или једноосовинска са једноцилиндричним бензинским мотором за садне јаме од 90 до 350 mm. 

### Ношена тракторска сврдла
Друга верзија је ношени тракторски прикључак са сврдлом које продире до 1 m дубине и пречницима од 150 до 800 mm. Погон се остварује преко прикључног вратила са 540 обртаја/мин, а снага трактора је 11-26 kW. Поред појединачног сврдла могуће је и прикључивање блока од три сврдла на тракторе минималне снаге 30 kW што повећава радне учинке тако да се на добрим земљиштима може провртети 1000-1500 јама на сат.